# Heinrich von Clam-Martinic
Gróf Heinrich von Clam-Martinic (Bécs, 1863. január 1. – Klam, Felső-Ausztria, 1932. március 7.) osztrák miniszterelnök az első világháború alatt.

## Élete
1863-ban, újév napján született meg Bécsben. Gyermekkoráról nem maradt fenn több adat.
Az első világháború kitörése előtt aktívan kezdett politikával foglalkozni. 1914 végétől I. Ferenc József császár egyik legbefolyásosabb tanácsosa,  az úgynevezett árnyékkabinet egyik vezető alakja volt. A háború kitörésekor tisztként a frontra ment, és először a keleti, majd az olasz fronton harcolt huzamosabb ideig.
1916-ban elvállalta a mezőgazdasági miniszterséget, és több hónapig működött ezen a poszton. Később Ernst von Körbert követően miniszterelnökké nevezték ki. Clam-Martinic eltökélt szándéka volt, hogy a birodalmat egyben tartsa. A háború vége felé azonban már nyilvánvalóvá vált, hogy ez lehetetlen a monarchia rengeteg benne élő nemzetiség miatt. Látva a teljes tehetetlenséget Clam-Martinic 1917 második felében lemondott. 1917. július 10-től a háború végéig az osztrák-magyar csapatok által megszállt Montenegró katonai kormányzója volt.
A háborút követően visszavonult felső-ausztriai kastélyába, ahol 1932-ben hunyt el.

## Lásd még
- Ausztria kormányfőinek listája
- Első világháború